# Външна политика на Саудитска Арабия
Външната политика на Саудитска Арабия включва взаимодействията и политиката на кралството спрямо другите държави.

## Международни организации
Саудитска Арабия е член на ООН от 1945, член-основател на Лигата на арабските държави, Съюза за сътрудничество в Персийския залив, Световната ислямска лига и Организацията на Ислямската конференция (сега Организация за ислямско сътрудничество. Страната играе важна роля в Международния валутен фонд и Световната банка, а през 2005 се присъединява към Световната търговска организация. Саудитска Арабия подкрепя формирането на Арабски митнически съюз през 2015 и Единен арабски пазар през 2020, обявени по време на среща на върха на Арабската лига през 2009. Като съосновател на ОПЕК (Организация на страните износителки на петрол) и член на Организацията на страните износителки на петрол, Саудитска Арабия цели петролната ѝ политика да стабилизира световния петролен пазар и да регулира резките ценови движения, така че да не застрашава западната икономика.

## Арабска лига и Персийски залив
Основни цели на външната политика на Саудитска Арабия е да поддържа своята сигурност и водещите си позиции на Арабския полуостров, да защитава общите арабски и ислямски интереси, да насърчава солидарност сред ислямските правителства, да поддържа сътрудничеството с други производители на петрол и със страни, основни потребители на петрол.
Правителството на Саудитска Арабия често подпомага посредничеството по време на регионални кризи и подкрепя мирния процес в Близкия изток. Като главен член на арабската лига, страната подкрепя позицията, че Израел трябва да оттегли войските си от окупираните през юни 1967 територии. Саудитска Арабия подкрепя мирното разрешаване на Арабско-израелския конфликт, но отрича Кемпдейвидското споразумение с твърдението, че чрез него няма да се постигне адекватно политическо решение, което да осигури права на Палестина и да изясни статуса на Йерусалим. Въпреки че Саудитска Арабия прекъсва дипломатически отношения и отказва помощи на Египет по време на Кемпдейвидското споразумение, двете държави възобновяват формални отношения през 1987. През март 2002, на срещата на върха на Арабската лига, тогавашният принц Абдула предлага план за постигане на мир в Близкия изток, познат като Арабска мирна инициатива. Арабското правителство предлага „нормални взаимоотношения и безопасност за Израел“, признаване на независима Палестина, със столица Йерусалим, както и завръщане на палестинските бежанци, в замяна на пълно изтегляне на Израел от окупираните арабски страни. През март 2007 лигата на арабските страни потвърждава подкрепата си за Арабската мирна инициатива, като подчертава, че това може да се превърне в основа за всеобхватен арабско-израелски мир. През ноември 2007, външният министър на Саудитска Арабия Ал-Файсал, заедно с над 50 представители от заинтересовани страни и международни организации, взима участие в конференцията в Анаполис. Целта на срещата е да се инициират преговори между арабските и израелските лидери, което да доведе до създаване на Палестинска държава и реализация на палестино-арабски мир.
Саудитска Арабия подкрепя основаването на единен, независим и суверенен Ирак. Страната е член на Международния пакт с Ирак и участник в разширения процес на иракски преговори. През януари 2008 външният министър Ал-Файсал потвърждава намеренията на Саудитска Арабия да започне дипломатическа мисия в Багдад и да назначи посланик, въпреки че това не е изпълнено.
През 1990 – 91 Саудитска Арабия изиграва важна роля във войната в Персийския залив, създавайки нови съюзи и подобрявайки съществуващите международни отношения на страната, но също така и претърпявайки дипломатически и финансови загуби. Взаимоотношенията между Саудитска Арабия и Тунис, Алжир и Либия се влошават. Нито една държава не се намесва при инвазията на Ирак в Кувейт, но всяка от тях призовава към край на насилието, при разполагането на коалиционните войски. По-късно взаимоотношенията на страните възвръщат статуса си от преди войната. Отношенията на Саудитска Арабия с държавите, изразили подкрепа за нахлуването на Садам Хюсеин в Кувейт – Йемен, Йордания и Судан, биват силно обтегнати по време и непосредствено след войната. Няколко хиляди йеменци са изгонени от Саудитска Арабия, след като правителството на Йемен обявява своята позиция, въпреки ескалирането на съществуващия граничния спор. Отношенията с правителството на Йемен се подобряват, но съществуващата нестабилност продължава да бъде значителен проблем за саудитското правителство. Представянето на подкрепа и финансови помощи на Ирак от страна на организацията за освобождение на Палестина, ѝ коства добрите взаимоотношения със Саудитска Арабия. По-късно, с предоставянето на помощи за Палестина от страна на Саудитска Арабия, взаимоотношенията с Йордания и Палестина се подобряват.
По време и след войната в залива, правителството на Саудитска Арабия осигурява вода, храна, подслон и гориво на коалиционните сили в региона и извършва плащания към някой от коалиционните си партньори. Общите разходи на страната за плащания, дарения и пропуснати ползи възлизат на 55 милиарда долара. Само за възстановяване на САЩ Саудитска Арабия изразходва 15 милиарда долара.

## Отношения със САЩ
В периода 1970 – 2002 Саудитска Арабия влага над 70 милиарда долара в „помощи за развитие“ извън страната. Смята се, че основна част от средствата са вложени за пропагандиране и разширяване влиянието на Уахабизма сред другите форми на Исляма. Възниква интензивен дебат, дали саудитските помощи и уахабизма са разпалили екстремизъм в страните получателки (счита се, че по своята същност Уахабизмът насърчава нетърпимостта и тероризма). Бившият директор на ЦРУ Джейсм Уулси го описва като „почвата, където Ал-Каида и подобните ѝ терористични организации процъфтяват“. Въпреки това, правителството на Саудитска Арабия настоятелно отрича тези твърдения, както и обвиненията за „износ“ на религиозен или културен екстремизъм.
В арабския и мюсюлманския свят, страната се смята за прозападна и проамериканска и е дългогодишен сътрудник на САЩ. Този факт, както и ролята на Саудитска Арабия във войната в Персийския залив от 1991, особено разполагането на американски войски на територията на Саудитска Арабия, подтикват развитието на враждебен отговор от страна на ислямското общество. Поради това Саудитска Арабия в известна степен се дистанцира от САЩ и например отказва да подкрепи или участва в американската инвазия в Ирак през 2003. Отношенията със САЩ се изострят още повече след събитията от 11 септември. Американските политици и медии обвиняват правителството на Саудитска Арабия, че подкрепя тероризма и толерира джихад. Според американския държавен секретар Хилари Клинтън, Саудитска Арабия продължава да бъде финансова база за Ал-Кайда, талибаните и други терористични организации … Донори от Саудитска Арабия продължават да бъдат най-големият източник на средства за сунитските групировки по света.

## Основни принципи
- Политика на суверенитет и ненамеса във вътрешните работи на други държави
- Недопускане на намеса във вътрешните работи на страната
- Подкрепа на международния мир и справедливост, отказ от използване на сила и насилие, които застрашават международния мир
- Осъждане и отхвърляне на всички методи и механизми на международния тероризъм
- Спазване на правилата и регулациите на международните закони, споразумения, харти и двустранни договори
- Защита на арабските и ислямските въпроси на международно ниво чрез постоянна политическа, дипломатическа и икономическа подкрепа
- Ненамеса по въпроси, застрашаващи международната сигурност и мира
- Балансирана и разумна петролна политика от гледна точка на страната на основен производител и собственик на най-големия нефтен резерв